# 大野英男
大野英男（日语：／ Ōno Hideo ?，1954年12月18日—），日本物理学家，專長自旋電子學，現為第22任日本東北大學總長（校長）。
大野教授被譽為磁性半导体之父，兩度名列引文桂冠。

## 生平
1954年12月18日，大野英男出生於日本東京都。生父是化學家、北海道大學名譽教授大野公男。
1973年北海道札幌南高等學校畢業，1976年東京大學工學部畢業。1981年獲得工學博士學位（東京大學）。
1983年擔任北海道大學工學部講師，1988年擔任IBM客座研究員，1994年轉任東北大學工學部教授，1995年升任東北大電氣通信研究所教授。
大野知名於稀磁半導體的強磁性與控制之研究，是磁性半導體研究的第一人。

## 榮譽
- 1998年：日本IBM科学獎
- 2003年：国際純粹應用物理學聯盟磁氣學獎
- 2005年：安捷倫歐洲物理學獎
- 2005年：日本學士院獎
- 2005年：東北大学總長特別獎
- 2005年：EPS Europhysics Prize（英语：EPS Europhysics Prize）
- 2007年：應用物理學會Fellow表彰
- 2011年：湯森路透引文桂冠獎
- 2012年：JSAP Outstanding Achievement Award[5]
- 2012年：IEEE David Sarnoff Award（英语：IEEE David Sarnoff Award）[6]
- 2018年：科睿唯安引文桂冠獎（第二次）[7]
- 2022年：IEEE Magnetics Society Achievement Award[8]